# 929

## Události
- Jindřich I. Ptáčník vpadl do Čech, Václav se mu poddal a obnovil placení tributu
- první písemná zpráva o Pražském hradě (od saského kronikáře Widukinda)
- vznik Córdóbského chalífátu

## Úmrtí
- 7. října – Karel III. Francouzský, západofranský král (* 17. září 879)
- ? – Al-Battání, arabský astronom, astrolog a matematik (* 850)
- ? – Jan X., papež
- ? – Svatý Václav, jeden z letopočtů jeho smrti, tento udávaný starými legendami (historikové se domnívají, že to bylo až roku 935)
- ? – Adalbert I., markrabě ivrejský (* ?)

## Hlavy států
- České knížectví – Václav I. (Boleslav I. za předpokladu Václavova úmrtí 929)
- Papež –  Štěpán VII.
- Anglické království – Ethelstan
- Skotské království – Konstantin II. Skotský
- Východofranská říše – Jindřich I. Ptáčník
- Západofranská říše – Rudolf Burgundský
- Uherské království – Zoltán
- První bulharská říše – Petr I. Bulharský
- Byzanc – Konstantin VII. Porfyrogennetos